# 1909–1910-es olasz labdarúgó-bajnokság (első osztály)
Az olasz labdarúgó-bajnokság 1909–1910-es szezonja volt a 12. kiírás. A győztes az Internazionale lett első alkalommal.

## A bajnokság végeredménye
|    | Csapat         | M  | Gy | D | V  | Rg–Kg | Gk  | P  | Megjegyzés |
| -- | -------------- | -- | -- | - | -- | ----- | --- | -- | ---------- |
| 1. | Internazionale | 16 | 12 | 1 | 3  | 55–26 | +29 | 25 | Rájátszás  |
| 1. | Pro Vercelli   | 16 | 12 | 1 | 3  | 46–15 | +31 | 25 | Rájátszás  |
| 3. | Juventus       | 16 | 8  | 2 | 6  | 28–19 | +9  | 18 |            |
| 4. | Torino         | 16 | 8  | 1 | 7  | 43–30 | +13 | 17 |            |
| 4. | Genoa          | 16 | 7  | 3 | 6  | 29–23 | +6  | 17 |            |
| 6. | Milan          | 16 | 6  | 1 | 9  | 23–36 | -13 | 13 |            |
| 6. | US Milanese    | 16 | 6  | 1 | 9  | 35–53 | -18 | 13 |            |
| 8. | Andrea Doria   | 16 | 5  | 1 | 10 | 18–39 | -21 | 11 |            |
| 9. | Ausonia        | 16 | 0  | 5 | 11 | 16–52 | -36 | 5  |            |

## Rájátszás
| 1. csapat    | Eredmény | 2. csapat      |
| ------------ | -------- | -------------- |
| Pro Vercelli | 3–10     | Internazionale |

| Az 1909–1910-es olasz labdarúgó-bajnokság győztese: |
| --------------------------------------------------- |
| Internazionale 1. cím                               |